# تشغابور كاكي (مقاطعة دالاهو)
تشغابور كاكي (بالفارسية: چغابور کاکی) هي قرية تقع في كرمانشاه في إيران. يقدر عدد سكانها بـ 94 نسمة .